# کیمری‌ها

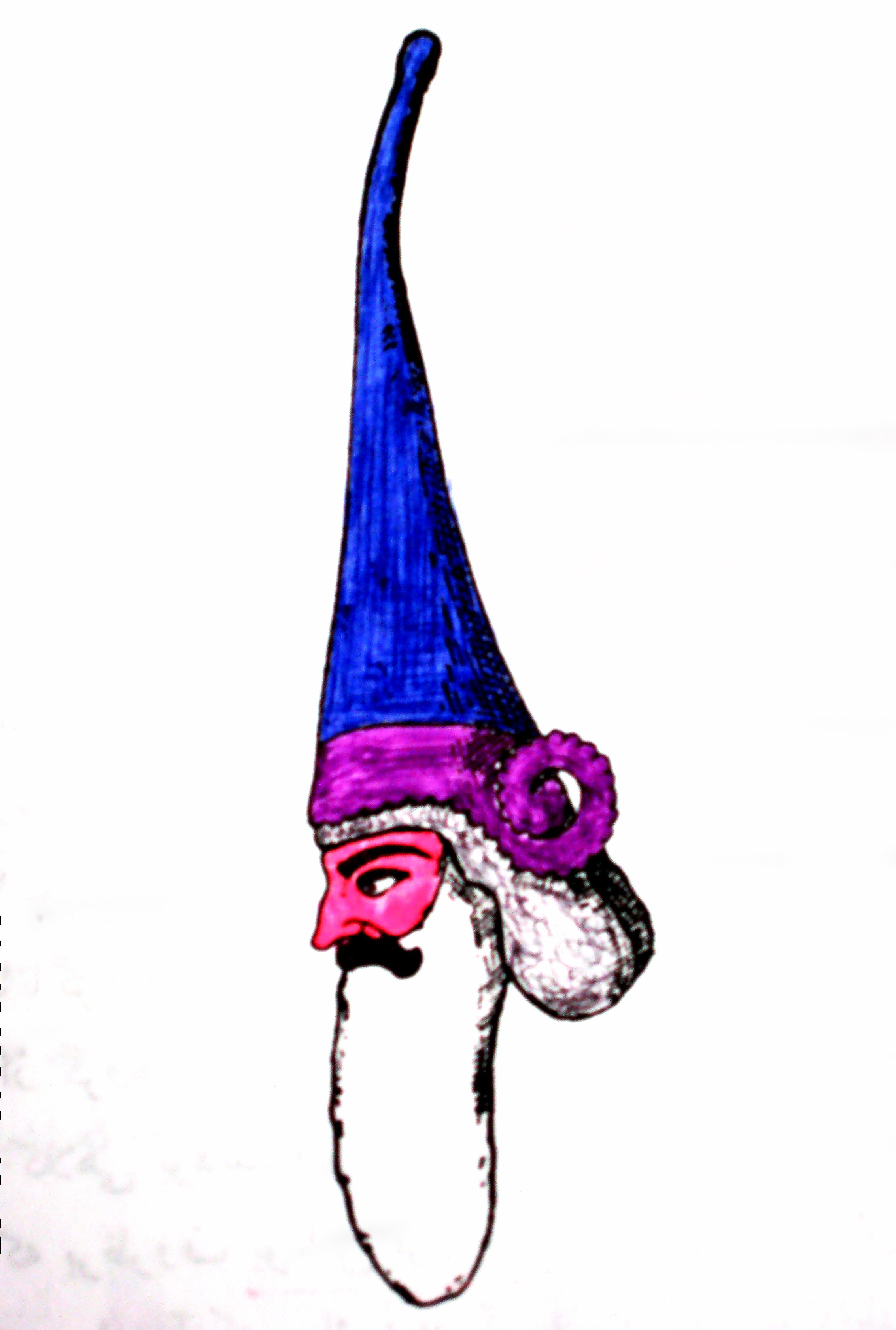
سکونخا پیشوای کیمریان دوره هخامنشی

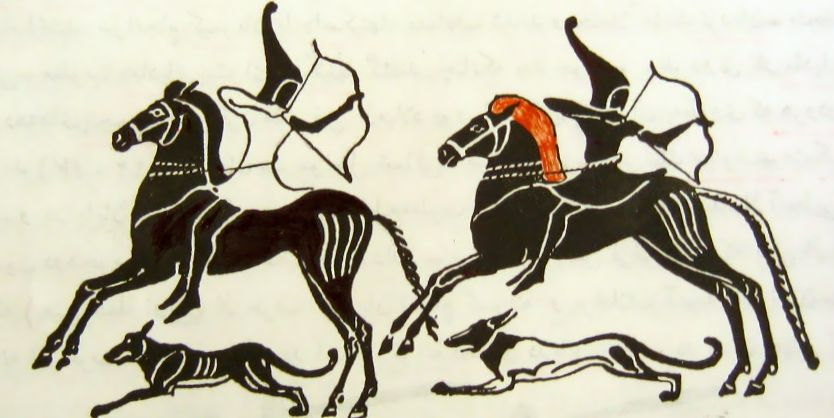
کیمریان، نقش ظرفی از پونتی اواسط قرن ششم پ.م.

کیمِری‌ها یا سیمِری‌ها یا کیمریان (به یونانی: Κιμμέριοι، در آشوری: Gimirri) مردمان کوچ‌نشین و سوارکار ایرانی‌تبار در دوران باستان بودند.
در فاصلهٔ قرن‌های هشتم و هفتم پ.م. عامل سیاسی جدیدی در آسیای مقدم پدید آمد که تناسب نیروها را سخت دگرگون ساخت. این عامل نوین قبایل سوارکار و صحرانشین کیمریان و ترریان و اسکیث‌ها بودند که از نواحی کرانهٔ دریای سیاه کوچ کرده و در آسیای غربی نفوذ نمودند.
بر پایه نوشته‌های هرودوت خاستگاه اینان شمال قفقاز و دریای سیاه بوده است و میان سده‌های هشتم و هفتم (پیش از میلاد) پیش از زایش مسیح، در آن سامان می‌زیسته‌اند. بر پایه نوشته‌های آشوری کیمری‌ها از مردمی ایرانی‌زبان بودند.

## کیمریان در آثار مؤلفان باستان
هرودوت نام کیمری را به معنی عامیانهٔ آن تودهٔ مردم بدون شاه آورده است. این معنی حتّی به نویسندگان بخش وندیداد اوستا رسیده بود که در آنجا این مردم را تحت نام تئوژیه قوم بدون سرور معرفی نموده‌اند. 
مطابق منابع کهن آشوری و یونانی، کیمریان اعم از کیمریان کردوخی و کپادوکی رعایای سکاییان پادشاهی شمال دریای سیاه یعنی اسکیتان به‌شمار می‌آمده‌اند و در اثر فشار همینان از سرزمین‌های خود در شمال دریای سیاه به کوهستان‌های شمال عراق و کوهستان زاگرس و کاپادوکیهٔ آناتولی مهاجرت نمودند.

## خاستگاه کیمریان
در کهن‌ترین منابع یونانی، یعنی منظومات هومر، از اسکیت‌ها سخنی گفته نشده است. در ایلیاد از سرزمین فراکیان سوارکار … و میسیان که از نزدیک جنگ می‌کنند و دوشنگان مادیان و نوشندگان شیر. آبیان که مستمندند ولی از جمیع مردمان منصف‌ترند صحبت می‌دارد.
در اُدیسه قهرمانان داستان از جزیرهٔ «ائه» به کشور افسانه‌ای ظلمات شمالی در مرز اقیانوسی که در ژرفا جاریست قدم می‌نهند. آنجا مردم و شهر کیمریان بوده و همیشه تاریکی و ابر آن را فرا گرفته و هرگز خورشید رخشنده به ایشان نظر نمی‌کند. به گفتهٔ مؤلف منظومهٔ مزبور مدخل کشور مُردگان در اینجاست.
به این معنی دورترین اقوام شمالی معلوم بر یونانیان، کیمریان نام داشت و ضمناً اطلاع صحیحی از ایشان در دست نداشتند، زیرا «دموس» و «پولیس» در مورد کیمریان در واقع استعمال لغات آشنا و مأنوس است در مورد اوضاع زندگی قومی مجهول و ناآشنا. حتی معلوم نیست که در این بخش از منظومه نام کیمریان آمده باشد. استربون معتقد است که مؤلف ادیسه بر اثر دستبردهایی که به آسیای صغیر می‌زدند از وجود ایشان اطلاع حاصل کرده بوده و به ظنّ غالب حق با استرابون است.

## کیمریان در آثار مؤلفان یونان باستان
هرودوت از بوسپورکیمری، گذرکیمری، ناحیه کیمری و استحکامات کیمری یاد می‌کند. مؤلفان بعد نیز چند محل دیگر را به نام شهر کیمری (کیمرید) و کوه کیمریه می‌خوانند و … با این حال به احتمال قوی بوسپور کیمری فقط به منظور تشخیص و تمیز آن از بوسپور فراکیه به نام کیمری یا شمالی نامیده شده است. این تسمیه اصطلاحاً با لغاتی که هومر به کار برده و مربوط به قرن هشتم پ.م. است مطابقت دارد و کشف شبه‌جزیرهٔ کریمه و تنگه کرچ را هم توسط یونانیان باید مربوط به آن عصر دانست. به هر تقدیر مردم محلی این تنگه را «پنتی‌کپه» یعنی راه ماهی می‌نامیدند، نه تنگهٔ کیمری؛ و این خود از نام شهری که در آنجا ساخته شد پیداست؛ و منشأ اشتقاق اسکیتی این کلمه روشن می‌باشد؛ ولی باید آن را فقط مربوط به تنگه دانست نه شهر. لااقل در آغاز چنین بوده است. اما دیگر نام‌ها - از قبیل «کیمریک»، «استحکامات کیمری»، «گذر کیمری» … ممکن است از نام تنگه مأخوذ باشد. کلمهٔ «کوه‌کیمری» فقط یکبار در تألیفات عهد عتیق دیده می‌شود و اطمینان وجود ندارد که در این مورد استرابون اشتباه نکرده باشد.
این نکته نیز شایستهٔ یادآوری است که تسمیهٔ فلان نقطهٔ مسکون یا محل به نام گروه یا قبیله‌ای دلیل بر آن است که گروه یا قبیلهٔ مزبور در آن محل تودهٔ اصلی ساکنان را تشکیل نمی‌داده. والا نام وی نمی‌توانست علامت مشخصه باشد و بس. باقی می‌ماند موضوع سرزمین کیمریان؛ ولی نمی‌دانیم محل آن کجاست. با این حال از روی مسیر حرکت کیمریان بسوی آسیای مقدم می‌توان حدس زد که مسکن بدوی ایشان بخش غربی قفقاز شمالی بوده است و شاید شبه جزیره تامان را نیز در بر می‌گرفته. البته ممکن است که در شبه جزیره کریمه نیز عده‌ای کیمری در میان ساکنان اصلی آنجا وجود داشته. اما هنگامی‌که یونانیان کریمه را مستعمرهٔ خویش ساختند به کیمریان برنخوردند.
به هر حال برای اثبات اینکه کیمریان ساکنان بَدَوی سراسر سرزمین ساحل شمالی دریای سیاه تا فراکیه بوده‌اند و این نام مشترکی است که قبایل ساکن آن محل قبل از اسکیت‌ها خود را بدان می‌خواندند دلایل کافی در دست نیست.
استرابون که مؤلفی متأخر نسبت به آن زمان بوده ولی فوق‌العاده از روی صداقت و دقّت از منابع گوناگون قدیمی استفاده کرده، دربارهٔ مسیر هجوم کیمریان به آسیا و بالنتیجه مسکن بدوی ایشان، نظر دیگری ارائه می‌دهد. نظرهای استرابون به قرار زیر است: منقول است که در زمان هومر یا اندکی پیشتر کیمریان تا ائولید و یونیه پیش تاختند. ائولید بخش شمالی و ایونیا بخش مرکزی کرانهٔ دریای اژه در آسیای صغیر است.

## گزارش هومر دربارهٔ کیمریان
اینکه هومر از کیمریان اطلاع داشت … در تاریخ وقایع مربوط به دوران هجوم کیمریان - اندکی قبل از زمان او - ثابت شده است.
کیمریان به ساکنان داخل کشور واقع در طرف راست پونت تا یونیه دستبرد می‌زدند. کالیسفن می‌گوید که سارد پایتخت لیدی را نخست کیمریان و بعد ترریان و لیکیهها گرفتند. و به قول او این نکته را کالین شاعر غزل‌سرا نیز تأیید می‌کند.
در عهد قدیم ماگنت‌ها بالکل توسط قوم کیمری یا تررها … معدوم شدند. کالین می‌گوید که ماگنت‌ها هنوز در آن زمان زندگی سعادت‌مندی داشته با موفقیت علیه افستیان و آرخیلوخیان می‌جنگیدند. ظاهراً وی در آن زمان از مصیبتی که به ایشان روی آورده بود اطلاع داشت … کالین از یک هجوم دیگر کیمریان، در زمان قدیمتر وقوع یافته بود سخن می‌گوید. وی می‌نویسد: اکنون لشکریان خطرناک کیمریان هجوم کرده‌اند۰ و مقصودشان تصرف سارد است است.
دربارهٔ مهاجرت کاریان و ترریان و توکرویان و گالات‌ها و سفرهای دور و دراز و جهانگشایی پیشوایانی از قبیل مادیا رهبر اسکیت‌ها و تئارکوی حبشی و کوبای ترری و سسوستریس و پسامتیخ مصری یا پارسیان از کوروش گرفته تا خشایارشاه کمتر کسی اطلاع دارد…
کیمریان که گاهی ترریان نیز نامیده می‌شود غالباً به طرف راست پونت و نواحی مجاور آن حمله می‌کردند و گاهی وارد پافلاگونیه یا حتی فریجیه می‌شدند … اغلب هم کیمریان و هم ترریان این‌گونه حملات را به عمل می‌آوردند. می‌گویند کیمریان را سرانجام مادیا پیشوای اسکیت‌ها از فریجیه بیرون راند.

## لیگدامیس دوّمین پیشوا
لیگدامیس یا لوگدامیس منقول در منابع یونانی و توگدامی منقول در منابع آشور، پیشوا و رهبر نخست قبایل مهاجر و مهاجم کیمری در رأس لشکریان خویش تا لیدی و یونیه به پیش راند و سارد پایتخت لیدی را مسخّر ولی در کیلیکیه کشته شد.
چنان‌که از مستخرجات بالا مشهود است استرابون معتقد بود که حملات کیمریان از جهت شمال غربی و از طریق بغاز بسفر صورت می‌گرفته و کیمریان از آنجا در ائولید و یونیه و پافلاگونیه و حتی فریجیه نفوذ می‌کردند؛ ولی واضح است که استرابون چنان‌که باید و شاید تفاوت میان قبایلی را که در قرن‌های هشتم و هفتم پ.م. به آسیای صغیر دستبرد می‌زدند نمی‌دانسته؛ و سبب اینکه استرابون گاهی کیمریان و فراکیان و ترریان را یکی می‌داند و گاهی ایشان را با اسکیت‌ها اشتباه می‌کند، همین است؛ و حال آنکه نویسندگان متقدّم این خطا را مرتکب نمی‌شدند.

## استنتاج کُلی از هویت کیمریان
با استفاده از نوشته‌های مؤلفان قرن هفتم پ. م؛ که در اثر استرابون و دیگران منقول است چنین می‌توان استنتاج نمود: کیمریان در قرن هشتم پ.م. زمان هومر به فریجیه، پافلاگونیه، ویفینیه، میسیا، لیدی، ائولید، و یونیه در آسیای صغیر دستبرد می‌زدند. ظاهراً کیمریان در قلع‌وقمع پادشاهی فریگیه که میداس آخرین شاه آن که حدود سال ۶۷۶ تا ۶۷۴ پ.م. درگذشت، شرکت جستند. نخستین بار سارد را در عهد ژیگس در حدود سال ۶۵۴ پ.م. مسخّر ساختند گویا در همان زمان افس را نیز تصرف کردند. بعدها، در زمان آردیس پسر ژیگس یعنی احتمالاً در حدود سال‌های ۶۴۶ و ۶۴۵ پ.م. لیکیان و ترریان سارد و ماگنسیا را مسخّر ساختند.
سرانجام کیمریان با اسکیت‌ها مصادف شدند و محتملا مانند ترریان مغلوب مادیا پیشوای اسکیت‌ها گشتند. چنان‌که بعد مشاهده می‌شود رونق کار مادیا در حدود دهه‌های پنجم و چهارم قرن هفتم پ.م. بود. پس از آن به‌طوری‌که هرودوت می‌گوید در سواحل شمالی آسیای صغیر نزدیک سینوپ متمکّن گشتند. در پایان قرن هفتم پ.م. به‌طور قطع مغلوب آلیات شاه لیدی شدند.
از آنجاییکه استرابون دو هجوم را به آسیای صغیر قبول دارد می‌توان چنین فرض کرد که یکی از این دو حمله - یعنی حملهٔ اولی سال ۶۷۶ تا ۶۷۴ - از طرف کیمریان انجام گرفته و برخلاف آنچه استرابون معتقد است نه از مغرب به مشرق، بلکه در امتداد کرانهٔ قفقازی دریای سیاه در همان جهتی که هرودوت ذکر می‌کند صورت گرفته باشد. استرابون و کالیماخ نیز از نام پیشوای مزبور «لیگدامیس» مطلع بودند. نویسندهٔ اخیرالذکر می‌نویسد که وی نتوانست افس و گسیخا را تصرّف کند.

## خاستگاه
خاستگاه واقعی کیمریان آشکار نیست، می‌نماید که از تبار هندواروپایی بوده باشند و زبانشان هم از شاخه زبان‌های ایرانی یا تراکیه‌ای بوده است. آن‌ها به اسکیت‌ها از دید زبان و فرهنگ بسیار نزدیک بوده‌اند و برخی هردوی اینان را یکی پنداشته‌اند، در منابع شرقی که مهم‌ترین‌شان الواح میخی آشور و سنگ‌نبشته بیستون است گزارش متفاوتی دارند. منابع آشوری و بابِلی بین این دو تفاوت قائل است اما سنگ نبشتهٔ بیستون این دو را یکی دانسته است همچنین برخی گزارش‌ها کیمریان را از تبار آریایی می‌دانند. مدارک شرق باستانی به‌طور غیرمستقیم وجود قبایل کیمری را تأیید می‌کنند، گذشته از تذکر مشکوکی که در نبشته‌های هیروگلیف هیتی کارکمیش دربارهٔ کیمریان دیده می‌شود گزارش‌های جاسوسان آشوری از اورارتو قدیمترین اطلاعات را در دسترس می‌گذارند. جاسوسان مزبور از شکست فاحشی که در طی لشکرکشی روسای یکم پادشاه اورارتو به کشور گامریان به وی وارد آمده سخن می‌گویند.
کشور گامریان را بنا به توضیح گزارش دهندگان، سرزمین گورانی از اورارتو جدا می‌کرد و در مرزهای شمال غربی منطقهٔ نفوذ اورارتو قرار داشت. ممکن است سارگون دوم پادشاه آشور در پیکار با کیمریان به سال ۷۰۵ پ.م. کشته شده باشد. اگر چنین باشد با در نظر گرفتن وضع آن دوران مرزهای برّی دوَل، این این واقعه فقط در مشرق آسیای صغیر ممکن الوقوع بود.

## مسیر حرکت و یورش کیمریان

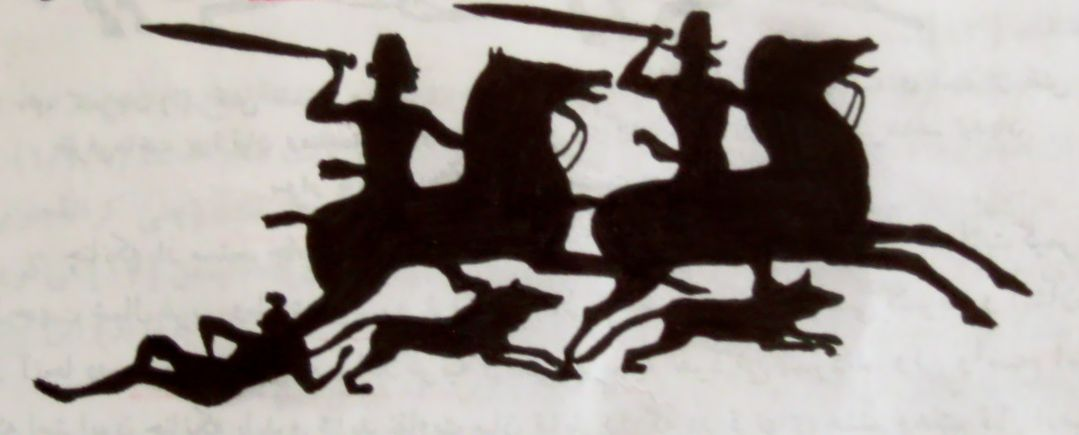
کیمریان، تصویری بر تابوتی از کلازومن اواسط قرن ششم پ.م.

در سال ۶۷۹/۶۷۸ پ.م. بنا به تاریخ بابلی، کیمریان وارد خاک آشور شدند ولی تئوشپا پادشاه کیمری مغلوب اسرحدون پادشاه آشور گشت و ظاهراً این شکست در آسیای صغیر به تئوشپا وارد آمد؛ ولی در همان سال به کیمریانی برمی‌خوریم که در لشکر آشور به سِمت سپاهی مزدور خدمت می‌کرده‌اند. در حدود سال‌های ۶۷۴/۶۷۶ پ.م. بنا به مدارک باستانی که به مدد منابع اورارتویی مکشوف گردیده کیمریان دولت فریجیه را که در مرکز آسیای صغیر قرار داشت تارومار کردند.
اتحاد میان روسای دوم پادشاه اورارتو و کیمریان و فرمانفرمایان دیگر چندی بعد از وقایع بالا نیز بر جا بود و موجب نگرانی آشور گشت. آشوریان بیم داشتند که اورارتوییان و کیمریان از قرارگاه خویش به ناحیهٔ شوباریو در کوه‌های ساسون - در بخش غربی تاور ارمنستان - که در سال ۶۷۳ پ.م. به‌دست آشوریان افتاده بود حمله کنند.
در حدود سال ۶۶۰ پ.م. لیدی و تابال در مقابل خطر کیمریان به کمک آشور متوسل شدند، نزدیک سال ۶۵۴ پ.م. گوگو (گیگ) پادشاه لیدی در پیکار با کیمریان کشته شد.
بطوری‌که مشاهده می‌شود حرکت کیمریان از مشرق به طرف مغرب - برخلاف گفتهٔ استرابون که معتقد بود از مغرب به مشرق رفته‌اند - می‌تواند تا حدودی مورد بررسی قرار گیرد. ظاهراً قرارگاه بدوی کیمریان در آسیا، مشرق آسیای صغیر بوده است و بعد به بخش‌های شمال غربی آن رفتند. گمان می‌رود که کیمریان مدتی نیز در آسیای صغیر فرمانروایی کردند و فقط پس از سقوط ایشان که در سال ۶۴۵ پ.م. وقوع یافت حکومت آسیای صغیر به‌دست لیدی افتاد.

## اقامت کیمریان در آذربایجان
اگر فرضی که مکرراً اظهار شده - دایر بر اینکه کیمریان از طریق داریال و آلاگیر به قفقاز رفتند - درست باشد به احتمال قوی قبل از اقامت در مشرق آسیای صغیر در قفقاز مرکزی سُکنا گزیده بوده‌اند. اکنون این سؤال پیش می‌آید؛ آیا کیمریان به نواحی شرقی‌تر و از آنجمله به آذربایجان وارد شدند یا نه؟
یک گواه مشکوک وجود دارد که کیمریان در قرن هشتم پ.م. در آذربایجان اقامت داشته‌اند. این نامه‌ای است از طرف شخصی بنام آراد سین به عنوان منادی دولتی (سخنگوی دولت) و ظاهراً مربوط است به زمان جنگ کیمریان با اورارتو در فاصلهٔ سال‌های ۷۲۰ تا ۷۱۴ پ.م. در این نامه نویسنده گزارش می‌دهد که پیشوای کیمریان از طریق سرزمین ماننا وارد خاک اورارتو شده است. اگر فرض کنیم که کیمریان در آن زمان هنوز در قفقاز مرکزی استوار بوده‌اند چنین حمله‌ای کاملاً ممکن بوده است؛ ولی در عین حال قسمت ستردهٔ این نامهٔ ناقص را - که لفظ ماننا به جای آن گذاشته شده - به نحو دیگری هم می‌توان استنباط کرد.

## یادکرد کیمریان در منابع میخی
در تمام مواردی که متون باستانی شرقی از گامیر، گومر، گیمی‌ری و گیمی‌رای سخن می‌گویند آیا کمیریان را در نظر دارند یا نه؟ قبلاً می‌توان گفت، احتمال اینکه آشوریان امکان تشخیص یا تمایل به تمیز فلان یا بهمان قبیلهٔ مهاجم را داشته بودند، اندک است؛ بنابراین دلیلی نداریم که بگوییم آشوریان در تشخیص منشأ قومی و لسانی قبایل دقیق‌تر بوده‌اند؛ و اگر چه در زبان اکدی برای وحشیان شمالی به لفظ فصیح یک کلمه و تعریف عمومی و کلی یعنی اومن مندا وجود داشت ولی در گفتگوی عادی کلمهٔ کیمریان نیز همان مفهوم عمومی را می‌رسانده. به هر حال در لهجهٔ بابِلی وضع چنین بوده است. گواه در این مورد روایت بابلی سنگ نبشته‌های هخامنشی است که اصطلاح گیمی‌ری در آن‌ها به‌طور کلی برای همهٔ صحرانشینان و از آنجمله اسکیت‌ها و سکایان آسیای میانه بکار رفته است. بدین سبب هیچ تضمینی وجود ندارد که متون آشوری و بابلی تحت عنوان «کیمریان»، گاهی ترریان و اسکیت‌ها را نام نبرده و ایشان را به اسمی که برای آشوریان و بابلیان آشناتر بوده است نخوانده باشند. همچنان‌که پارسیان تمام صحرانشینان را بنام سکایان که به گوش ایشان آشناتر بود می‌خواندند و یونانیان بر روی هم قبایل چادرنشین را اسکیت می‌نامیدند.

## کیمریان از دید آشوریان و بابلیان
با اینکه آشوریان و بابلیان مفهوم و محتوای لفظ «کیمّری» را بسط دادند، در آغاز «کیمّریان» واقعاً قبیله‌ای بوده‌اند و حتی این نامی بود که قبیلهٔ مهاجم به آسیا، خود خویشتن را بدان می‌خوانده؛ زیرا که چون این قبیله قبلاً بر آشوریان بالکل مجهول بوده است ممکن نیست بنام دیگری جزء آنکه خود خویشتن را بدان می‌خواندند به اسم دیگری خوانده باشند. بدین سبب اصطلاح «کیمّریان» از لحاظ منشأ نام یک قبیله یا گروه کوچکی از قبایل است که واقعاً وجود داشته‌اند و صحرانشین بوده‌اند و در قرن هشتم پ.م. به آسیای مقدم هجوم کردند و به ظن غالب مبدأ حرکت‌شان شبه جزیره تامان یا نواحی غربی قفقاز شمالی بوده است؛ بنابراین اگر این اصطلاح را در مورد تمام ساکنان دوران ماقبل اسکیت سرزمین‌های ساحلی دریای سیاه، بکار ببریم صحیح نیست، به ویژه که اسکیت‌هایی که متعاقب کیمریان به آسیا هجوم کردند از نظرگاه باستانشناسی قبیله‌ای «ما قبل اسکیت» بودند.
گرچه به‌طوری‌که حدس زده می‌شود اسکیت‌ها یک یا دو نسل بعد از کیمریان در آسیا پدید آمدند، ولی با این حال ممکن است آنان را معاصر یکدیگر بحساب آورد. اگر از لحاظ باستانشناسی اسکیت‌ها را «ماقبل اسکیت» بدانیم، این گفته در مورد کیمریان نیز صادق خواهد بود. اگر اسکیت‌هایی که به آسیا هجوم کردند از نظرگاه باستانشناسی نیز «اسکیت» بشماریم، پس باید کیمریان را هم از آن طایفه محسوب داریم. باید در نظر داشت که کیمریان دیری در میان اقوام آسیایی نزیستند و بزودی ناپدید شدند و در محیط آسیایی جذب گردیدند ولی ظهور ناگهانی ایشان و عواقب شومی که اقامت کوتاه آن قبیله دربرداشت در ذهن مردم اثر عمیقی باقی گذاشت.

## اختلاف یا تشابه قومی کیمریان و اسکیت‌ها
از لحاظ حل مشکل اختلاف یا تشابه قومی کیمریان و اسکیت‌ها موضوع زبان ایشان اهمیت شایان دارد، زیرا که دربارهٔ زبان اسکیت‌ها نظر روشنی هست؛ ولی متأسفانه برای داوری در زبان کیمریان تنها منبع اطلاع، نام سه پیشوا و رهبر ایشان است که در متون میخی آشور باقی مانده: تئوشپا، توگدامی و سانداک شاترو.

## کاوش‌های باستانشناسی
قبور مکشوف از ناحیه کوریجان استان همدان یا همان کشور باستانی ماد. حدس زده می‌شود قبرها متعلق به کیمریان باشد.
بر پایه کاوش‌های باستانشناسی و نوشته‌های یونانیان آن‌ها پیش از اسکیت‌ها به آسیا رسیده‌اند و اسکیت‌ها در آینده جای ایشان را در سرزمین‌شان گرفته‌اند.
امروزه کاوش‌های باستانشناسی در شمال دریای سیاه و قفقاز انجام گرفته است، در اوکراین چیزهایی را مربوط به کیمریان یافته‌اند.

## نگارخانه

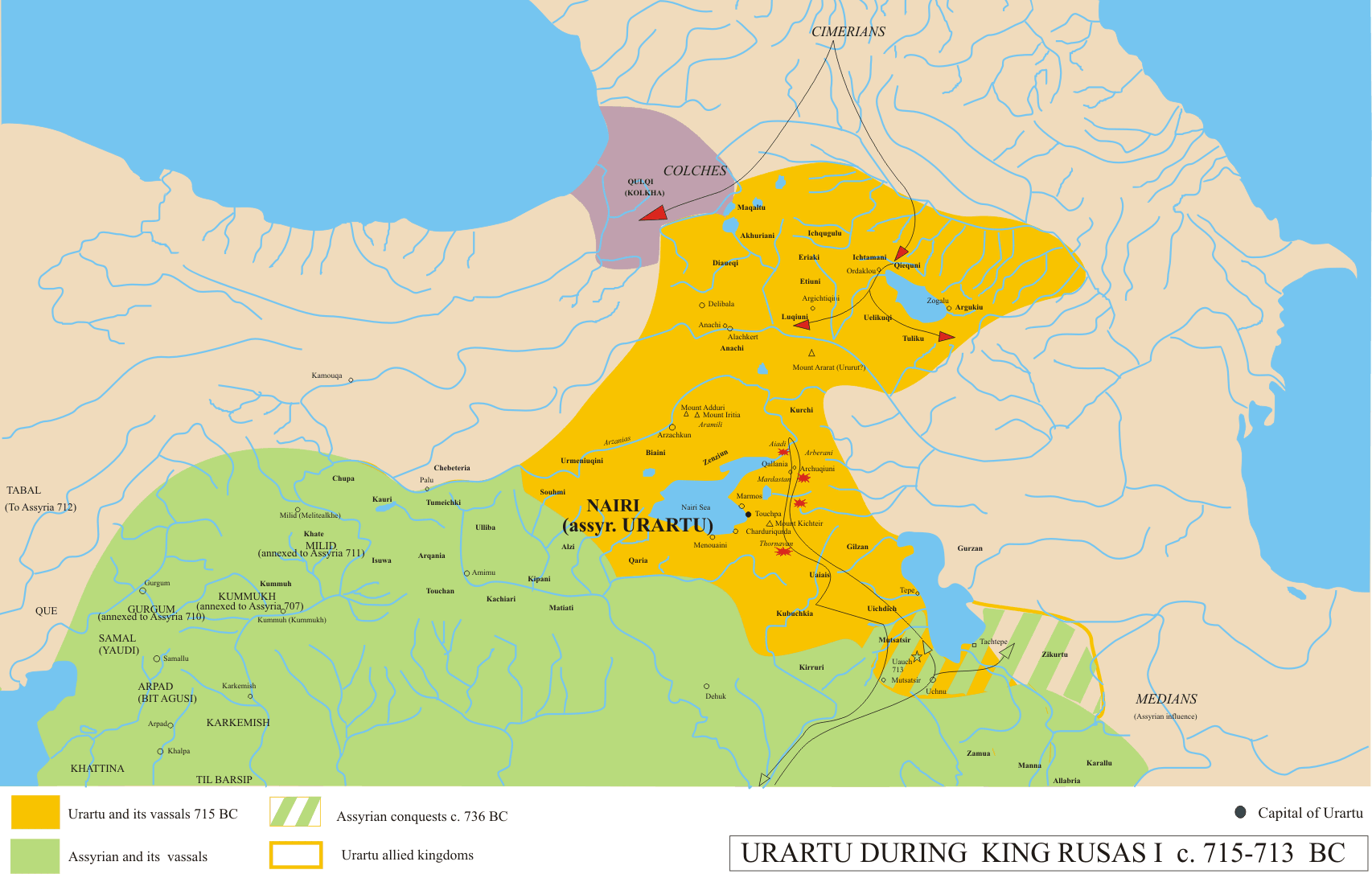
یورش‌های کیمریان به کولخیس، اورارتو و آشور در زمان پادشاهی روساس یکم
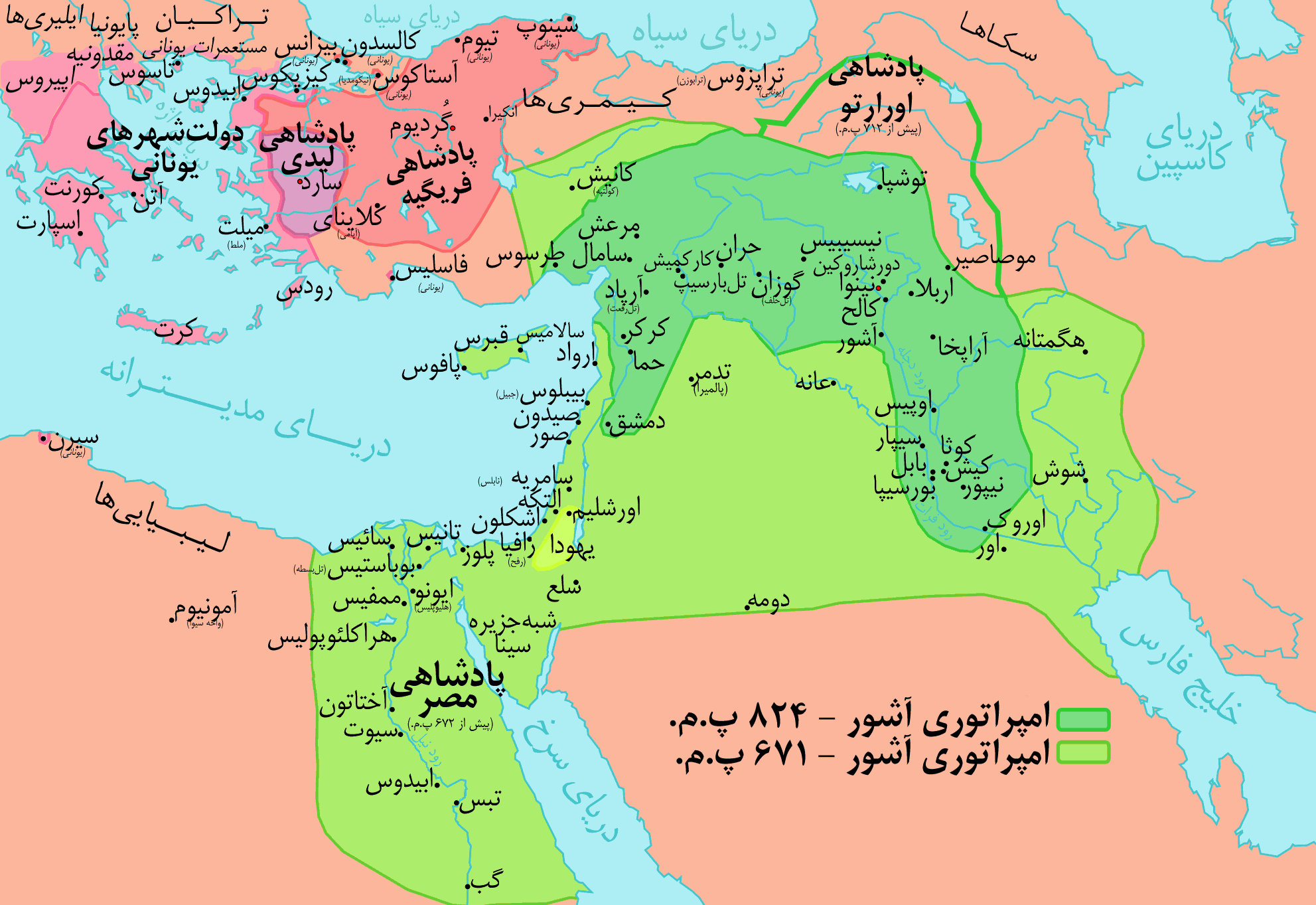
سرزمین کیمریان